# دال ۶۲۲۳

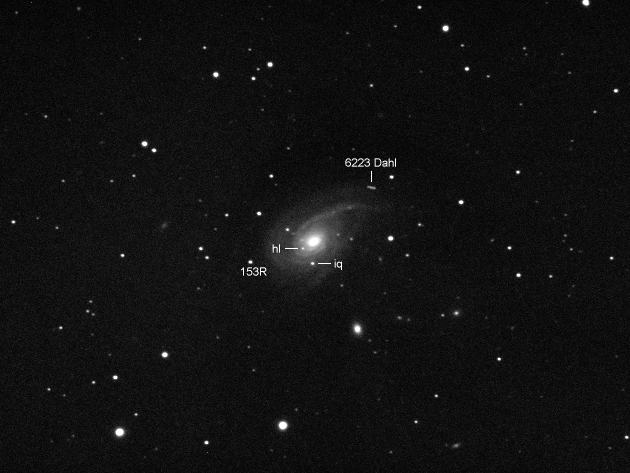
نمایی از سیارک دال ۶۲۲۳ در منظومهٔ خورشیدی – ۲۰۰۳

سیارک ۶۲۲۳ (به انگلیسی: 6223 Dahl، نامگذاری:1980RD1) شش هزار و دویست و بیست و سومین سیارک کشف شده‌است که در ۳ سپتامبر ۱۹۸۰ کشف شد.
قدر مطلق سیارک برابر ۱۲٫۶۰ است.